# 1411年
| 千纪： | 2千纪 |
| 世纪： | 14世纪 \| 15世纪 \| 16世纪                                                                                 |
| 年代： | 1380年代 \| 1390年代 \| 1400年代 \| 1410年代 \| 1420年代 \| 1430年代 \| 1440年代                           |
| 年份： | 1406年 \| 1407年 \| 1408年 \| 1409年 \| 1410年 \| 1411年 \| 1412年 \| 1413年 \| 1414年 \| 1415年 \| 1416年 |
| 纪年： | 辛卯年（兔年）；明永乐九年；越南重光三年；日本應永十八年                                                   |

## 大事记
- 日本室町幕府中止明日贸易。
- 波蘭立陶宛聯邦與條頓騎士團在索恩締結第一次托倫和約，又稱索恩休戰，標誌波蘭-立陶宛-條頓戰爭的終止，除了薩莫吉希亞地區暫時性的歸還給立陶宛，邊界回復到1409年前狀態。
- 7月6日——鄭和將襲擊其船隊後兵敗被俘的甘波羅王國亞烈苦奈兒獻與明成祖，明成祖釋放並遣返亞烈苦奈兒和妻子兒女，並禮部商議選其國人中賢者邪把乃耶（波羅伽羅摩巴忽六世），遣使賒引，諫封為錫蘭山國王。

## 出生
- 朱瞻垍，明朝梁庄王，明仁宗朱高炽第九子。